# A17-es autópálya (Olaszország)
Az A17-es autópálya egy 242 km hosszúságú autópálya Olaszországban. Az út Campania és Puglia régiókon halad keresztül. Fenntartója az Autostrade per l'Italia.